# TVR N°2
La TVR N°2 est la 2e voiture construite par le constructeur britannique TVR. Elle a été construite à un seul exemplaire, elle est également la plus ancienne TVR à avoir survécu.